# بدل‌ها (فیلم)
جایگزین ها (به انگلیسی: Surrogates) فیلمی علمی تخیلی به کارگردانی جاناتان موستوو و با بازی بروس ویلیس محصول ۲۰۰۹ آمریکا است که در ۲۵ سپتامبر ۲۰۰۹ منتشر شد.